# Uruuru
Uruuru – miasto na Wyspach Salomona (Prowincja Malaita) położone w północnej części wyspy Malaita nad Oceanem Spokojnym. 